# Bröderna Noréns underbara resa
Bröderna Noréns underbara resa är en svensk musikalisk dokumentärserie som hade premiär på TV4 Play den 8 maj 2023.

## Handling
Serien kretsar kring de musikaliska bröderna Gustaf och Viktor Norén, som är kända bland annat från grupperna Mando Diao och Sugarplum Fairy. Gustaf och Viktor ska släppa en ny skiva och denna gång ger de sig ut på en roadtrip genom Sverige för att leta upp personer att göra musik tillsammans med. I serien besöker bröderna tolv svenska städer och möter där olika musikaliska talanger.

## Medverkande
- Gustaf Norén
- Viktor Norén